# Данчинова, Мария Прокопьевна
Данчинова Мария Прокопьевна (1932—1995) — видный этнограф, публицист Бурятии.

## Биография
Мария Прокопьевна родилась 21 февраля 1932 г. в Улан-Удэ. Отец Данчинов Прокопий Павлович видный экономист индустриального развития БМ АССР, директор кирпичного завода, начальник промышленного сектора Госплана, мать Атутова Зинаида Баировна работала школьной учительницей во время Великой Отечественной войны работала трактористом и топливозаправщиком.
После школы учится в г. Иркутском сельскохозяйственном институте, работает агрономом, после выхода на пенсию все активнее собирает фольклорный материал.
В детстве она слышала много бурятских народных песен и выйдя на пенсию собирание народных песен, хороводов, обрядов, игр стало ее большим увлечением.
Своими наставниками и учителями Мария Прокопьевна называла Николая Васильевича Халбаева, руководителя фольклорного ансамбля ДК Железнодорожников и Савранну Яковлевну Ербанову персонального пенсионера РСФСР.
В 1986 г. Данчинова совместно с республиканским обществом «Знание» публикует методические рекомендации «Сметанная вечерина». В том же году Бурятский национальный театр песни и танца «Байкал» включил фрагменты этого празднования в свою программу. Результаты этого сотрудничества были отмечены народным артистом СССР и основателем первого государственного профессионального ансамбля народного танца (1937) Игорем Александровичем Моисеевым. После успешного выступления прославленного коллектива М. П. Данчинова была удостоена звания лауреата II Всероссийского конкурса ансамблей песни и танца (Москва).
Журналист Михаил Сахидаков писал: "Мария Прокопьевна обошла, объездили многие районы и все услышанное записывала на магнитофон. Кроме того, она сумела заснять пять цветных кинофильмов по любимой тематике, сделать несколько радио и телепередач.
14 декабря 2022 г. в Национальной библиотеке по материалу М.П.Данчиновой состоялась презентация празднования "Сметанная вечерина" и проведен показ архивной передачи  поэтессы Галины Раднаевой «Сэнхир хадаг» телеканала ТВ3 (ныне БГТРК).